# 奥野和憲
奥野 和憲（おくの かずのり、1980年 - ）は、日本の作曲家。大阪府出身、京都府在住。 現代音楽の作曲を出発点に、コンピュータ音楽やエレクトロニカの作曲家、シンガーソングライターとしても活動。

## 概要
大阪音楽大学短期大学部および大阪芸術大学卒業。その後、大阪芸術大学大学院にて修士課程を修了し、博士後期課程を満期退学。
イベントの音楽や映像作家などのアーティストへの楽曲提供を始め、様々な音楽の制作を行っている。コンピュータ音楽の楽曲はノイズ作品が多い。エレクトロニカの楽曲は、多彩な音色を用いたミニマルなスタイルを築いている。
2008年には、在仏日本領事館認定日仏国交150周年認定事業であったParis Photo 2008『KEITAI GIRL MARCHING』の音楽、2010年には『ART HONGKONG 2010』のオープニングパフォーマンス音楽を担当するなど、イベントを始めテレビ番組のタイアップ曲やラジオ番組のジングルの制作。コミュニティFMでの番組制作・音楽・パーソナリティを務めたこともある。
その他、大学の特別講義の講師として招待される等、活動は多岐に渡る。
2016年には、ベルギーの「Off-record label」より50分にも及ぶ大作「Lotus」をリリースし、世界配信されている。
シンガーソングライターとしては、シンプルなコード進行で作られるさわやかなサウンドに等身大の歌詞を乗せて歌うものが多く見られる。
2011年の一年間、活動を休止。2012年より活動再開。
プロデューサーであった故・尾崎和行より「君は自分の町と愛について歌いなさい」と言われ、育った町である大阪府高槻市上牧の夕焼けを歌うをコンセプトにしていたが、活動再開以降はラブソングも積極に作るようになる。
歌詞については、自ら歌詞が書けないことを認めており、他の人間に作詞を依頼することもあったが、最近ではすべて手がけている。
2013年5月より、音楽制作会社「株式会社overtone」の代表取締役。

## 受賞歴
- 2001年 - 第一回JFC作曲賞コンクールにて入選
- 2006年 - CCMC2006入選
- 2015年 - オホーツク網走フィルムフェスティバル公募作品入賞（音楽・映像編集）
- 2017年 - 三重とこわか国体イメージソング「未来に響け」採用[1]